# Huida a Egipto (Poussin)
Huida a Egipto (en francés: La Fuite en Égypte) es una pintura al óleo de Nicolas Poussin, realizada en 1657-1658.   

## Descripción
La pintura es una pintura al óleo con unas dimensiones de 97 x 133 centímetros. Es en la colección de la Museo de Bellas Artes de Lyon, en Lyon, Francia.

## Análisis
Esta pintura muestra a la Huida a Egipto.

## Europeana 280
En abril de 2016, la pintura Huida a Egipto fue seleccionada como una de las diez más grandes obras artísticas de Francia por el proyecto Europeana.